# Bangkle
Bangkle is een bestuurslaag in het regentschap Blora van de provincie Midden-Java, Indonesië. Bangkle telt 6298 inwoners (volkstelling 2010).